# Альберта (Міннесота)
Альберта (англ. Alberta) — місто (англ. city) в США, в окрузі Стівенс штату Міннесота. Населення — 94 особи (2020).

## Географія
Альберта розташована за координатами 45°34′30″ пн. ш. 96°3′2″ зх. д. / 45.57500° пн. ш. 96.05056° зх. д. (45.575055, -96.050593).  За даними Бюро перепису населення США в 2010 році місто мало площу 0,69 км², уся площа — суходіл.

## Демографія
Згідно з переписом 2010 року, у місті мешкали 103 особи в 41 домогосподарстві у складі 32 родин. Густота населення становила 148 осіб/км².  Було 51 помешкання (73/км²).
Расовий склад населення:
| - 100,0 % — білих |

До двох чи більше рас належало 0,0 %. Частка іспаномовних становила 0,0 % від усіх жителів.
За віковим діапазоном населення розподілялося таким чином: 22,3 % — особи молодші 18 років, 62,2 % — особи у віці 18—64 років, 15,5 % — особи у віці 65 років та старші. Медіана віку мешканця становила 46,5 року. На 100 осіб жіночої статі у місті припадало 114,6 чоловіків;  на 100 жінок у віці від 18 років та старших — 100,0 чоловіків також старших 18 років.
Середній дохід на одне домашнє господарство  становив 70 752 долари США (медіана — 66 667), а середній дохід на одну сім'ю — 77 584 долари (медіана — 68 500). 
Цивільне працевлаштоване населення становило 55 осіб. Основні галузі зайнятості: освіта, охорона здоров'я та соціальна допомога — 21,8 %, роздрібна торгівля — 12,7 %, виробництво — 12,7 %.